# Baraona
Baraona är en kommun i Spanien.   Den ligger i provinsen Provincia de Soria och regionen Kastilien och Leon, i den centrala delen av landet, 130 km nordost om huvudstaden Madrid. Antalet invånare är 183. Arean är 117 kvadratkilometer.
Terrängen i Baraona är platt åt nordost, men åt sydväst är den kuperad.